# Nikanor Gołosnicki
Nikanor Siergiejewicz Gołosnicki, czasem Nikonor Gołośnicki, pseudonim Ozga (ros. Никaнор Сергеевич Голосницкий, ur. 18 kwietnia?/1 maja 1901 w Brześciu Litewskim, zm. 6 maja 1980 w Kijowie) – pułkownik radzieckich organów wywiadu wojskowego, szef Oddziału Zwiadu (Oddziału Informacyjnego) Sztabu Głównego Wojska Polskiego.

## Życiorys
Rosjanin, pochodził z rodziny robotniczej, członek WKP(b) od 1926. W 1919 ukończył szkołę 2 stopnia w Rosławiu (obwód smoleński), tam też w 1920 wstąpił ochotniczo do Armii Czerwonej, brał udział w wojnie domowej. Był księgowym Inspekcji Robotniczo-Chłopskiej 53 Dywizji (od stycznia do lipca 1920), zastępcą inspektora IR-Ch 15 Armii, następnie Frontu Zachodniego (sierpień 1920 — styczeń 1922), kierownikiem magazynu 8 Wojskowego Budownictwa Polowego (styczeń — sierpień 1922), sekretarzem dowództwa wojskowego Samodzielnego Telegraficznego Batalionu Budowlano-Eksploatacyjnego (sierpień 1922 — marzec 1923), skarbnikiem 9 Pułku Łączności (marzec — październik 1923).
W latach 1923–1927 ukończył Wojskową Szkołę Topograficzną w Leningradzie.
Staż odbył w pułku artylerii 46 Dywizji (wrzesień 1927 — kwiecień 1928) jako topograf, starszy topograf 5 Wojskowego Oddziału Topograficznego (kwiecień 1928 — listopad 1931), starszy topograf Wojskowej Szkoły Topograficznej (listopad 1931 — listopad 1934).
W latach 1934—1936 ukończył dwa kursy fakultetu geodezyjnego Wojskowej Akademii Inżynieryjnej RChACz, po nich od kwietnia 1936 do grudnia 1937 kursy języków obcych przy Zarządzie Zwiadu RChACz. Władał językiem niemieckim.
Następnie pełnił służbę jako zastępca szefa 2. (grudzień 1937 — listopad 1940), 3. (listopad 1940 — maj 1941) Oddziału, szef 3 Oddziału (maj — czerwiec 1941) Wydziału Zwiadu sztabu Leningradzkiego Okręgu Wojskowego. W czasie wojny radziecko-fińskiej (1939—1940) był zastępcą szefa Wydziału Zwiadu 8 Armii.
W czasie agresji Niemiec na ZSRR był w stopniu pułkownika szefem grupy operacyjnej Wydziału Zwiadu Frontu Leningradzkiego i zastępca szefa tego Wydziału (1942—1944).
Od 1944 był szefem Oddziału Zwiadu (Oddziału Informacyjnego) Sztabu Głównego Wojska Polskiego (listopad 1944 — lipiec 1945) i szefem Oddziału II Sztabu Generalnego Wojska Polskiego (lipiec — sierpień 1945).
W grudniu 1945 powrócił do ZSRR, został mianowany szefem wydziału wywiadu sztabu Zachodniosyberyjskiego Okręgu Wojskowego i 10 Gwardyjskiej Armii. Od lutego 1948 - szef wydziału rozpoznania 4 Gwardyjskiego Korpusu Strzeleckiego  Leningradzkiego Okręgu Wojskowego, od sierpnia 1949 Szef Wywiadu Sztabu Obrony Powietrznej Obwodu Leningradzkiego. W rezerwie od listopada 1953.
Zmarł z przyczyn naturalnych 6 maja 1980 na Ukrainie, został pochowany na Łukianowskim Cmentarzu Wojskowym w Kijowie.

## Ordery i odznaczenia
- Order Lenina;
- Order Czerwonego Sztandaru - trzykrotnie;
- Order Wojny Ojczyźnianej I stopnia - dwukrotnie (21 czerwca 1944, 29 czerwca 1945);
- Order Czerwonej Gwiazdy;
- Medal „Za obronę Leningradu”;
- Krzyż Oficerski Orderu Odrodzenia Polski;
- Srebrny Krzyż Zasługi
- inne medale.